# Buchanan Auld House

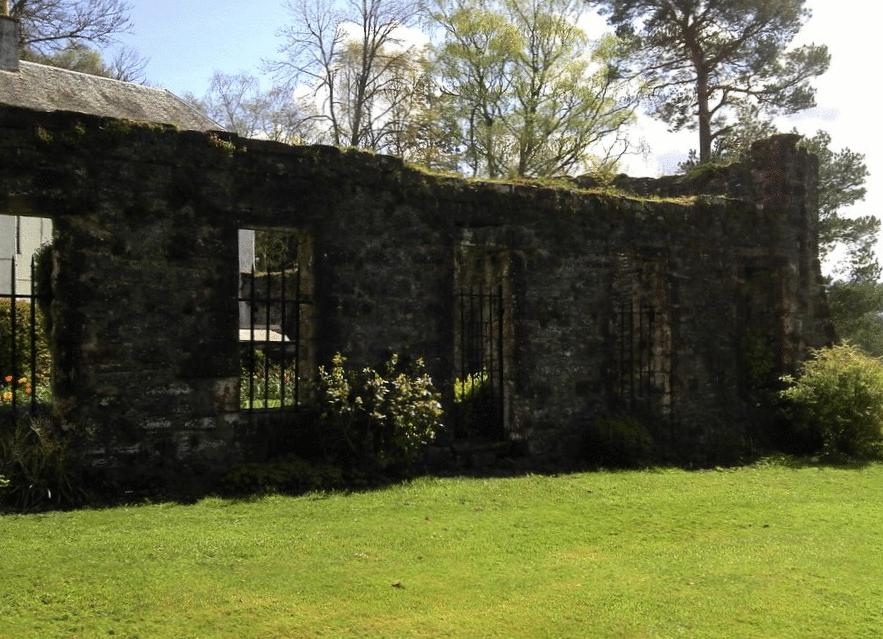
Buchanan Auld House 2012

Buchanan Auld House (engl. Buchanan Old House) ist die Ruine eines Landhauses etwa 2,5 km westlich des Dorfes Drymen in der schottischen Grafschaft Stirlingshire (heute Verwaltungseinheit Stirling). Das Haus gehörte dem Clan Buchanan und war ihr historischer Sitz von spätestens 1231 bis 1682. Nach dem Tod des Clanchefs John Buchanan Ende des 17. Jahrhunderts fiel das Anwesen an den Clan Graham. Im 18. Jahrhundert ließen die Grahams das Haus wesentlich umbauen. Mitte des 19. Jahrhunderts brannte das Haus ab und 1852 ließ James Graham, 4. Duke of Montrose, Buchanan Castle als Ersatz errichten. Die Ruinen des alten Landhauses sind heute Teil des Hofes, der zum Clubhaus des Buchanan Castle Golf Clubs gehört. Historic Scotland hat sie als historisches Bauwerk der Kategorie C gelistet.

## Geschichte
In der Regierungszeit von Maldwin, Mormaer of Lennox, (1217–1250) erhielt Anselan 1225 die Insel Clairinsh im Loch Lomond zu Lehen. Anselan wird in der Urkunde als „clericus meus“ (dt.: mein Angestellter) bezeichnet. Später wird er als Absalom de Buchanan bezeichnet und man schließt daraus, dass er auch weitere Lehen in der Gemeinde Buchanan bekommen haben muss, um diesen Titel zu führen. In der Regierungszeit von König Alexander II. (1214–1249) erhielt Gilbert de Buchanan, Seneschall des Earl of Lennox, 1231 eine Charta, die Clairinch und die anderen Ländereien in Buchanan bestätigte. Von den Ländereien von Buchanan leitete sich der Name des Clans ab. Buchanan Auld House wurde für die folgenden 450 Jahre der Sitz der Clanchefs, bis der 22. Clanchef, John Buchanan, 1682 ohne männlichen Nachwuchs starb. Trotz den Versuchen, Vorkehrungen für die Weitergabe des Titels des Clanchefs an die Nachfahren seiner Töchter zu treffen, kam ein solches Arrangement nie zum Abschluss. John Buchanan hatte erhebliche Schulden geerbt und in seiner Zeit als Clanchef musste er Teile der Buchanan-Ländereien nach und nach verkaufen, um seine Gläubiger zu befriedigen. Da er keine männlichen Erben hatte, endete die Linie der Clanchefs mit seinem Tod.

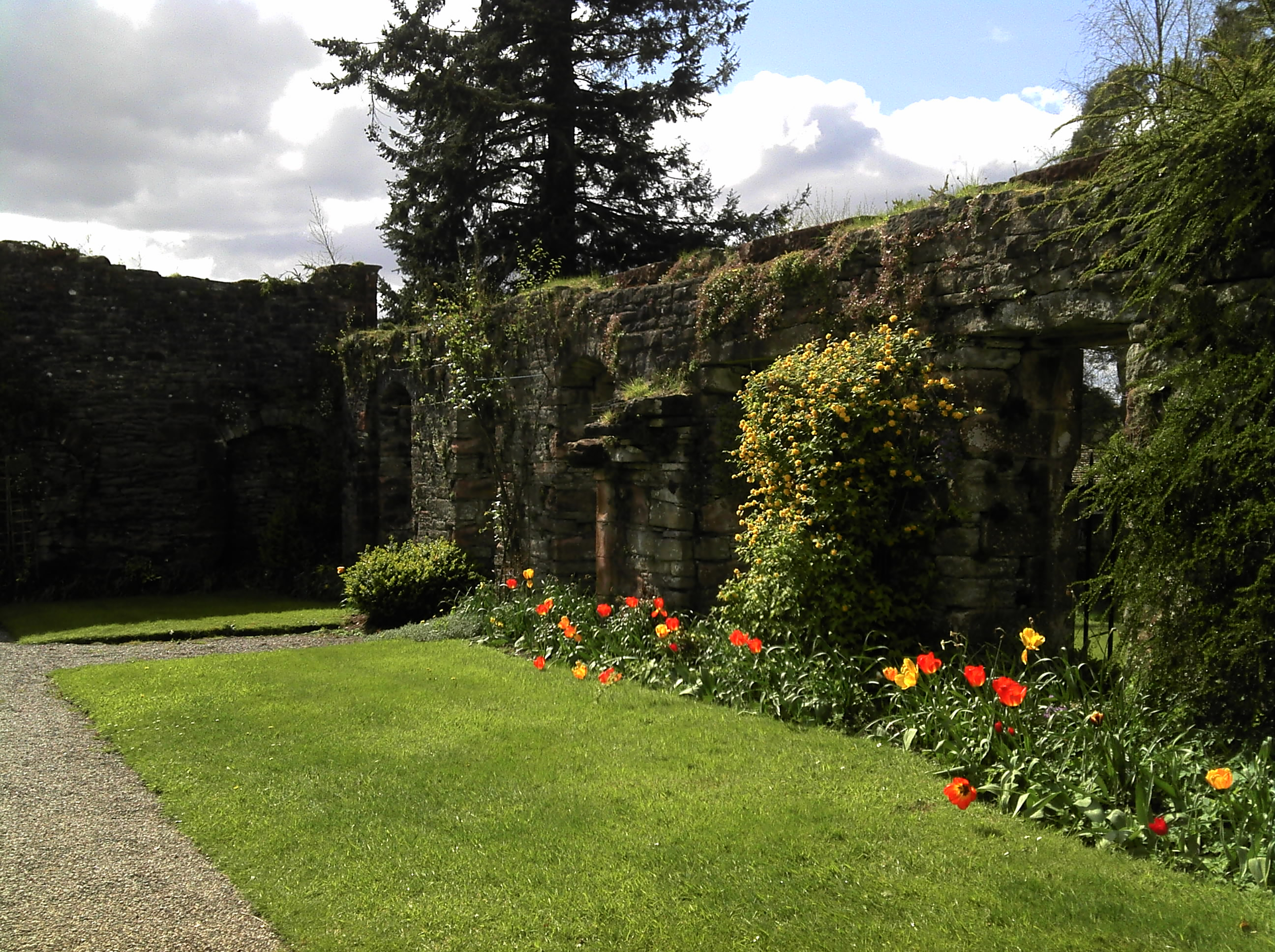
Durch die Ruinen von Buchanan Auld House gebildeter Hof.

Das Anwesen kaufte James Graham, 3. Marquess of Montrose, 1682 und es ersetzte später Magdock Castle als Sitz des Clan Graham; man betrachtete es als passender als Wohnung eines Marquess. Die Familie ließ das Haus um 1724 grundlegend umbauen. Der Architekt ‘’William Adam’’ stellte 1745 Zeichnungen für das Haus und den umgebenden Park fertig. 1790 wurde William Henry Playfair von James Graham, 3. Duke of Montrose, beauftragt, Änderungen am Haus zu entwerfen. Der 4. Duke und seine Gattin züchteten und trainierten im 19. Jahrhundert Rennpferde auf dem Anwesen.
Buchanan Auld House wurde 1852 durch einen Brand zerstört und der Architekt William Burn wurde damit beauftragt, einen Ersatz dafür zu planen. Burn entwarf ein extravagantes Landhaus im Scottish Baronial Style, indem er einen Wohnturm mit L-förmigem Grundriss in ein Sammelsurium von Tourellen, Scharwachtürmen und Staffelgiebeln integrierte. So entstand Buchanan Castle, das 1852–1858 etwa 800 Meter südöstlich der Ruine des alten Landhauses erbaut wurde. Die Ruinen von Buchanan Auld House, die auch einen Teil der ursprünglichen Wohnungen für die Bediensteten enthält, existieren heute noch als Teil eines Hofes anschließend an das Clubhaus des Buchanan Castle Golf Club.